# Foeniculum subinodorum
Foeniculum subinodorum, jedna od tri vrste komorača, biljke iz porodice štitarki. Opisana je 1935. Rasste u Maroku.

## Sinonimi
- Foeniculum vulgare subsp. subinodorum (Maire, Weiller & Wilczek) Ibn Tattou